# アレクサンダー・ネルソン・ハンセル

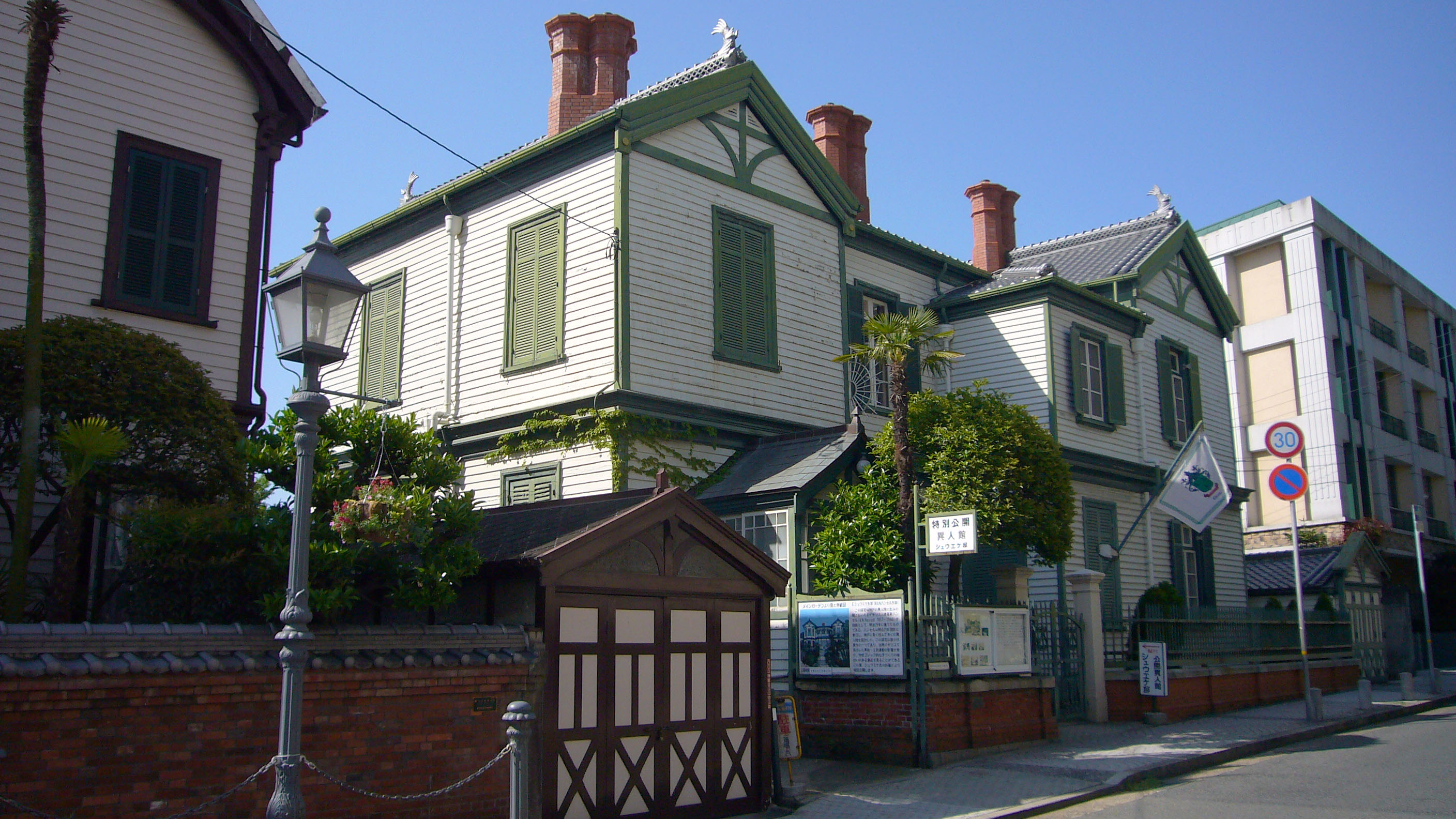
ハンセルの自邸として建てられたシュウエケ邸

アレクサンダー・ネルソン・ハンセル（Alexander Nelson Hansell、1857年10月6日 - 1940年）はイギリスの建築家。1891年、英国王立建築家協会正会員の資格を獲得。
フランスノルマンディー地方カーン出身。
弟子に横山栄吉がいる。

## 生涯

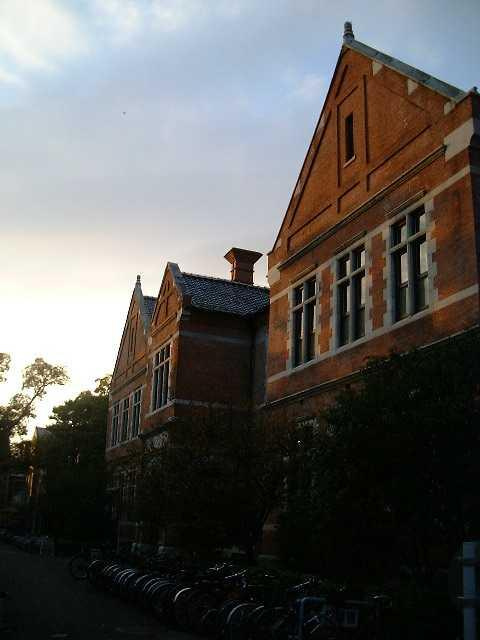
ハンセルが日本で初めて設計を手掛けた同志社大学ハリス理化学館

1857年10月6日、フランスノルマンディー地方カーンに生まれる。父のペーター・ハンセルはイギリス人の牧師で、父がサマセット教区長に任じられると、父とともにイギリスへ渡った。
ある時期にサマセットからウィンチェスターへ移り建築の修業を積んだ後、1888年（明治21年）に日本へ渡る。川口居留地18番地の神学校で英語教師を務めた後、建築家として活動することになる。最初期に依頼されたのは同志社大学理化学館（重要文化財）の設計であった。さらに神戸外国人居留地において社交クラブユニオンクラブのクラブハウスを設計して以降、同居留地内、さらには周辺の雑居地において建築物の設計を数多く手掛けた。
第一次世界大戦に一人息子のケネスが招集され戦死すると失意の日々を送るようになり、終戦後の1920年（大正8年）に中国漢口へ移住し、さらにモナコへ移り、同地で没した。
兵庫県神戸市中央区の山本通に現存する彼の自邸は、シュウエケ邸の名称で一般に公開されている。

## 主な作品
神戸居留地周辺
- 神戸倶楽部（初代） - 1890年（東遊園地内、1945年に戦災で消失）[7][9]
- デラカンプ商会（居留地122番地）[10] - 1893年[11]
- シュウエケ邸 - 1896年、旧ハンセル自邸[6]
- クラブ・コンコルディア（居留地126番地）[10] - 1896年[11]
- ドイツ総領事館（居留地115番地）[10] - 1901年[11]
- 香港上海銀行（居留地2番地）[10] - 1902年[11]
- ジャーデン・マセソン商会（居留地67番地）[10] - 1905年[11]
- 旧グッゲンハイム邸 - 1912年、現デュルト･森本康代邸
- チャータード銀行（67番地）[10]
- 旧シャープ住宅（推定） - 1903年[11]、重要文化財
- 旧ハッサム住宅（推定 [4]） - 1902年[11]、重要文化財

その他
- 同志社大学ハリス理化学館 - 明治23年（1890年）、重要文化財[6]
- 平安女学院明治館 - 明治28年（1895年）、登録有形文化財
- 門兆鴻邸 - 明治28年（1895年）、旧A.P.ディスレッセン邸

※「重要文化財」は国指定の重要文化財を示す。

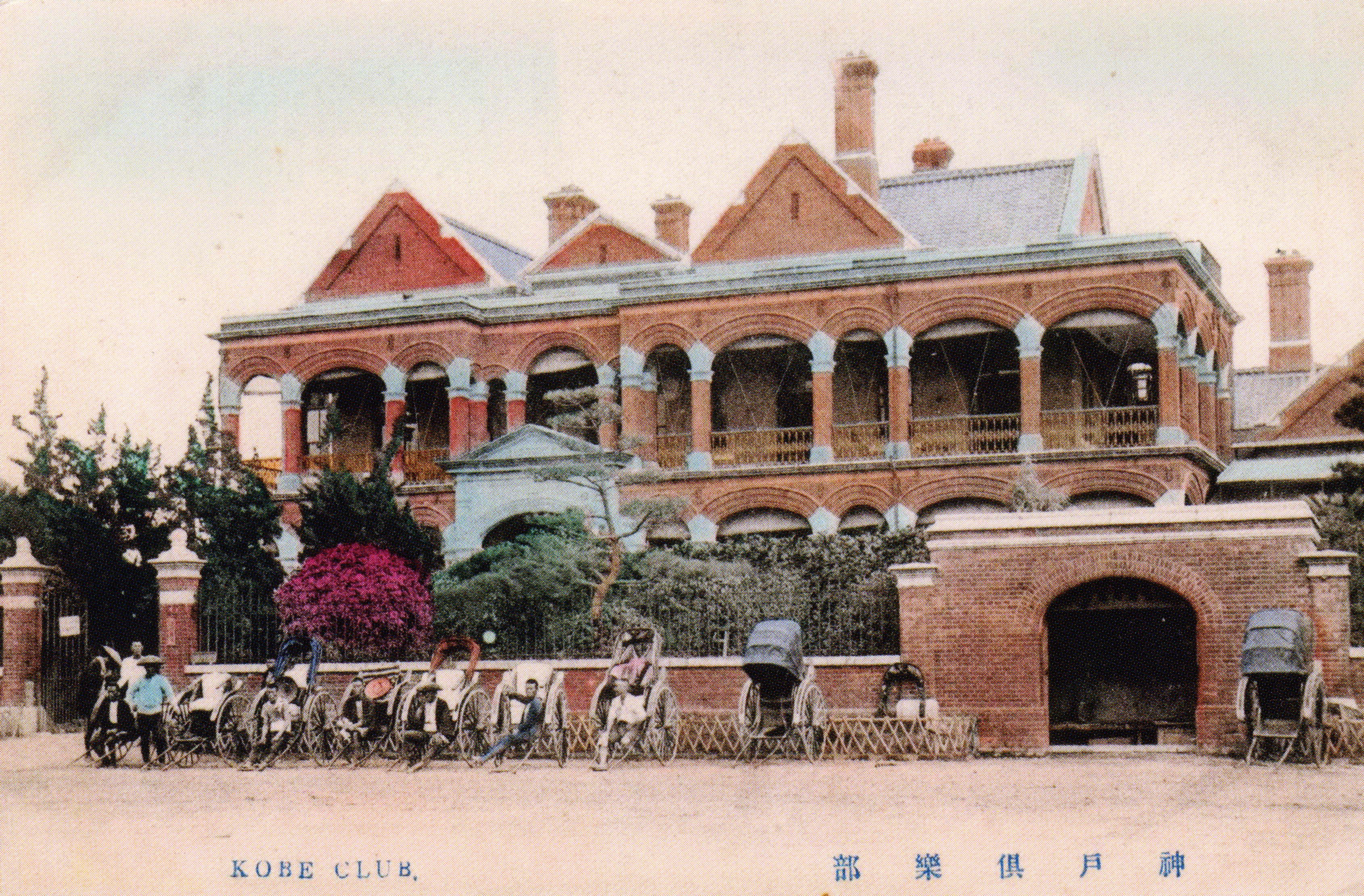
神戸倶楽部（初代）
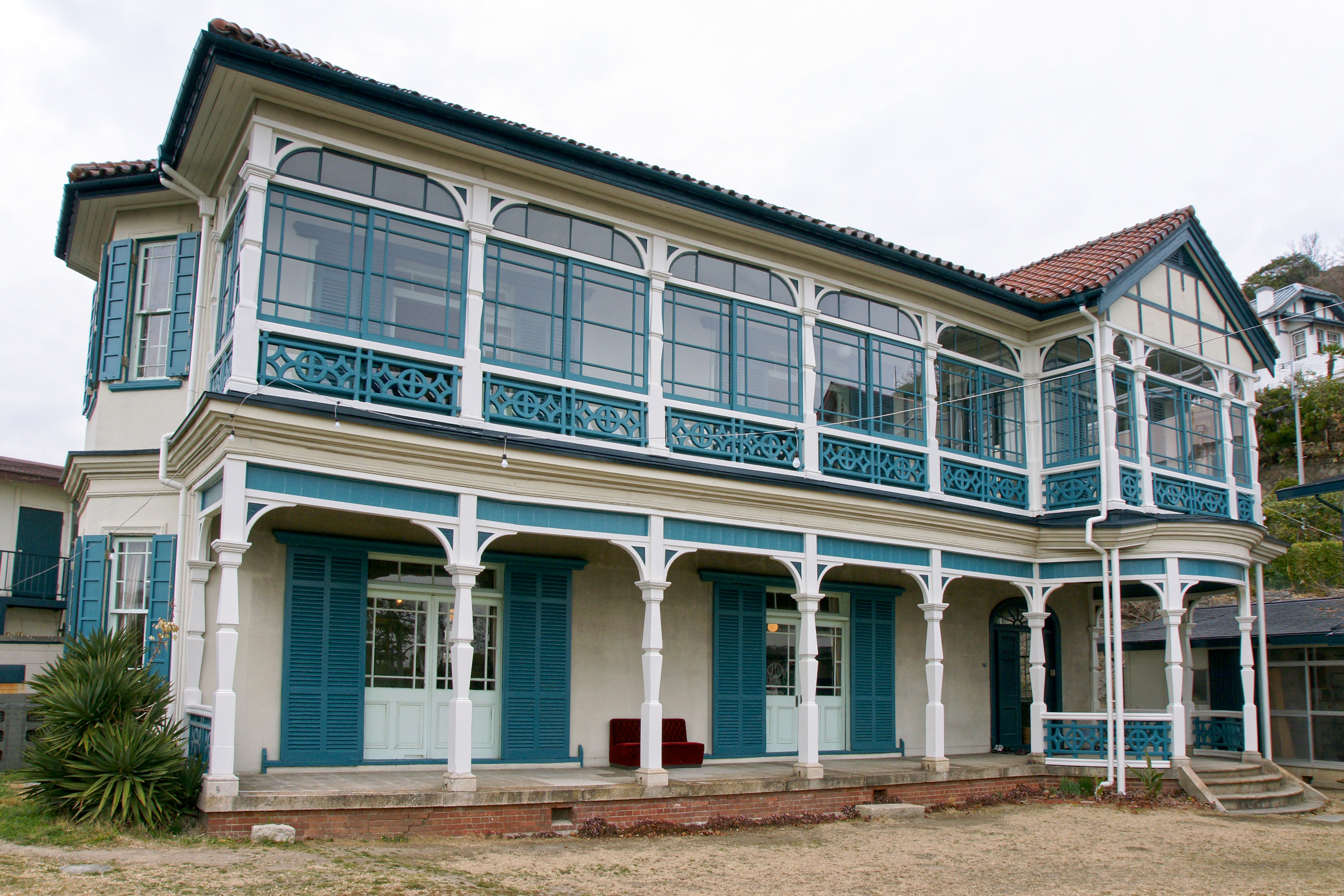
旧グッゲンハイム邸